# 胡冬煦
胡冬煦（1939年11月—），中华人民共和国政治人物、医生、教育工作者，湖南桃江人，曾先后担任湖南医科大学党委书记、校长、湖南省教委主任、中南大学校长、党委书记等职。

## 生平
1960年12月加入中共，1964年毕业于湖南医学院临床医学专业，1964年7月留校工作，1987年至1988年任湖南医科大学党委副书记。
2019年12月28日，在中华医学会医学教育分会2019年年会上，荣获“医学教育终身成就专家”。